# Megachernes penicillatus
Megachernes penicillatus är en spindeldjursart som beskrevs av Beier 1948. Megachernes penicillatus ingår i släktet Megachernes och familjen blindklokrypare. Inga underarter finns listade i Catalogue of Life.